# Todžinskij kožuun
Il Todžinskij kožuun (in russo Тоджинский кожуун?; in tuvano: Тожу кожуун) è il più grande distretto della Repubblica di Tuva, nella Siberia Orientale. Occupa una superficie di 44 757,49 chilometri quadrati, è suddiviso in 6 sumon, ospita una popolazione di circa 6 667 abitanti e ha come capoluogo il villaggio di Toora-Chem.

## Geografia
Il distretto si trova nel bacino del lago Todža ed è incorniciato dai monti Saiani Occidentali e dai Saiani Orientali. Il maggior corso d'acqua è il Bol'šoj Enisej con il suo affluente Chamsara.